# McCall (Idaho)
McCall es una ciudad ubicada en el condado de Valley en el estado estadounidense de Idaho. En el Censo de 2010 tenía una población de 2991 habitantes y una densidad poblacional de 114,43 personas por km². Se encuentra sobre uno de los ríos cabecera del río Payette, un afluente del Snake, a su vez, afluente del Columbia.

## Geografía

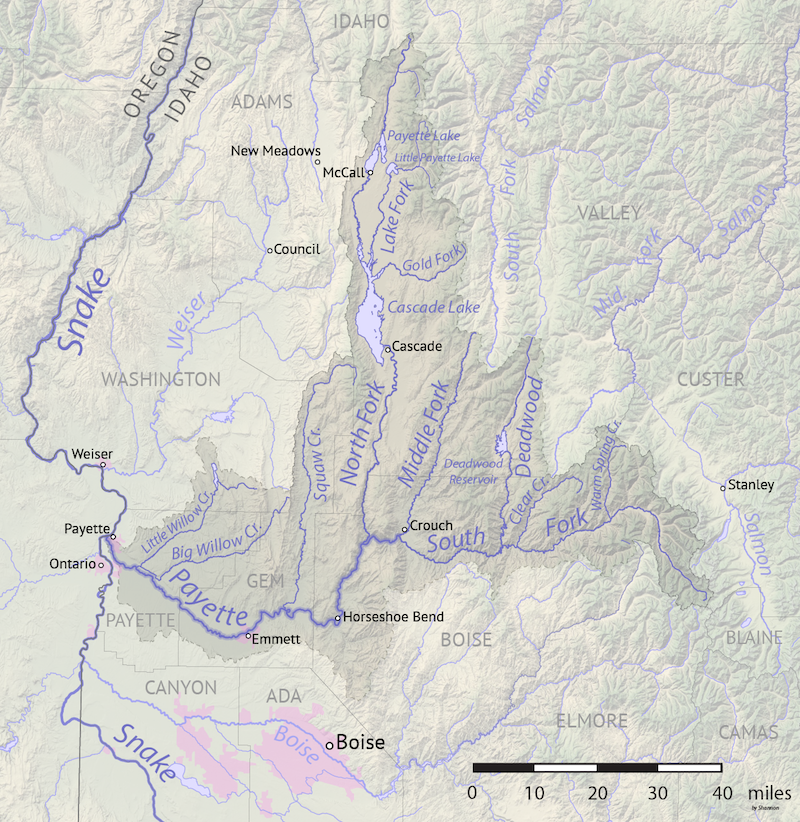
Mapa del río Payette donde aparece McCall sobre el curso alto del mismo

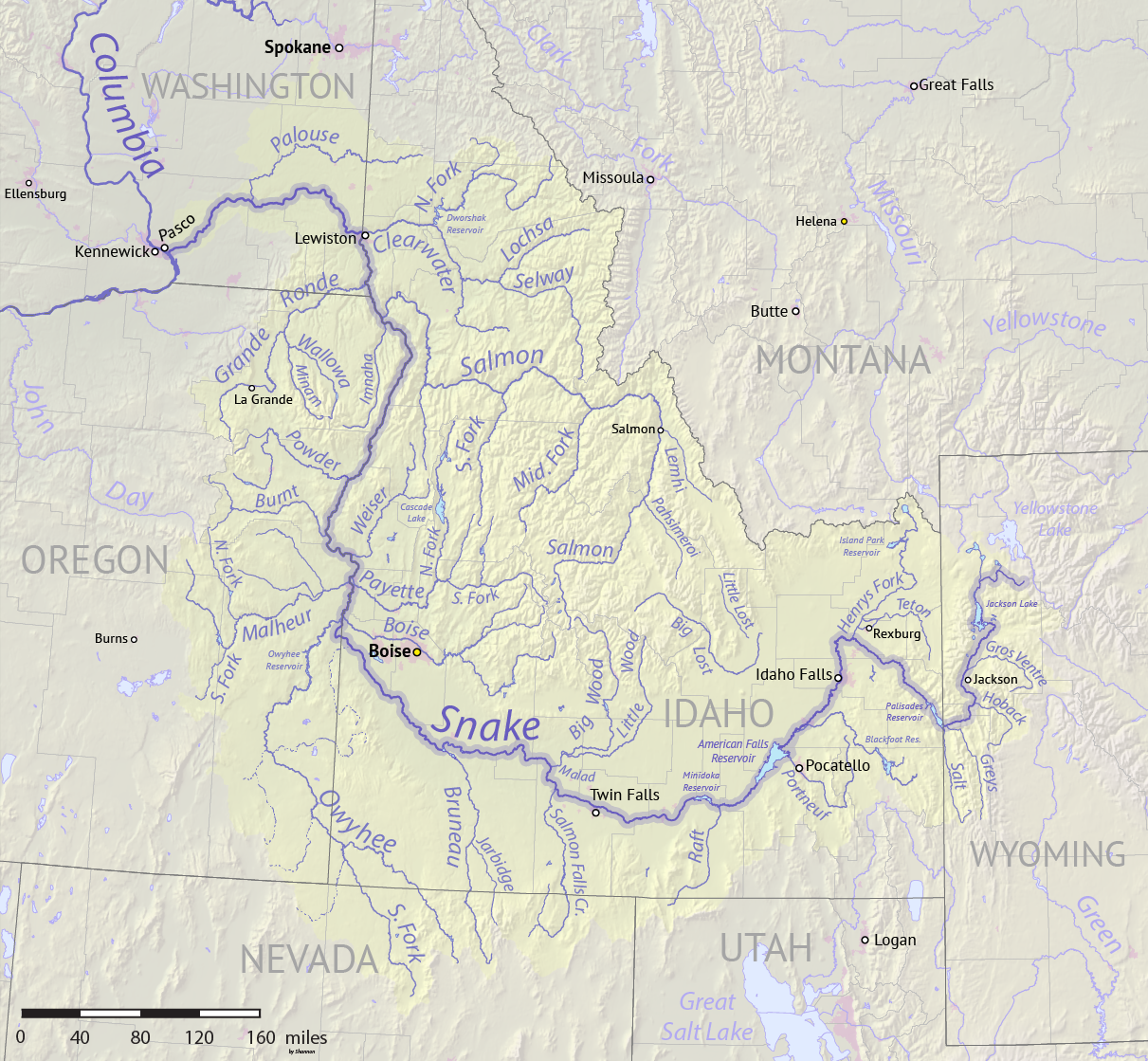
Ahora, un mapa del río Snake donde se ve McCall, a orillas del río Payette, uno de sus afluentes en su curso medio

McCall se encuentra ubicada en las coordenadas 44°54′5″N 116°6′35″O / 44.90139, -116.10972. Según la Oficina del Censo de los Estados Unidos, McCall tiene una superficie total de 26.14 km², de la cual 23.91 km² corresponden a tierra firme y (8.53%) 2.23 km² es agua.

## Demografía
Según el censo de 2010, había 2991 personas residiendo en McCall. La densidad de población era de 114,43 hab./km². De los 2991 habitantes, McCall estaba compuesto por el 93.6% blancos, el 0.05% eran afroamericanos, el 0.7% eran amerindios, el 0.5% eran asiáticos, el 3.64% eran de otras razas y el 1.15% pertenecían a dos o más razas. Del total de la población el 6.9% eran hispanos o latinos de cualquier raza.